# Viracopos-Campinas nemzetközi repülőtér
A Viracopos-Campinas egy nemzetközi repülőtér (IATA: VCP, ICAO: SBKP) Brazíliában, Campinas közelében. Éves utasforgalma 11 917 144 fő (2022). Üzemeltetője az Infraero.

## Közlekedés
A jövőben a tervek szerint a repülőteret érinteni fogja a Rio de Janeiro – São Paulo nagysebességű vasútvonal.

## Kifutópályák
A repülőtér futópályái:
- 14/32 (3240 m, 45 m, aszfalt)

## Forgalom
Az utasforgalom az elmúlt években az alábbi módon változott:
| Utasok száma | 804 255 | 803 177 | 815 574 | 1 025 770 | 5 136 839 | 8 778 005 | 10 281 437 | 9 246 694 | 6 709 061 | 11 917 144 |
|              | 2000    | 2002    | 2005    | 2007      | 2010      | 2012      | 2015       | 2017      | 2020      | 2022       |

## Légitársaságok és úticélok
2023-ban a Viracopos-Campinas nemzetközi repülőtérről az alábbi járatok indulnak:

### Személy
| Légitársaság            | Célállomások |
| ----------------------- | --- |
| Azul Brazilian Airlines | Aracaju, Araçatuba, Bauru/Arealva, Belém, Belo Horizonte–Confins, Boa Vista, Bonito, Brasília, Caldas Novas, Campo Grande, Campos dos Goytacazes, Cascavel, Caxias do Sul, Chapecó, Correia Pinto, Corumbá, Cuiabá, Curitiba, Florianópolis, Fortaleza, Fort Lauderdale, Foz do Iguaçu, Goiânia, Guarapuava, Ilhéus, Jaguaruna, Jericoacoara, João Pessoa, Joinville, Juazeiro do Norte, Juiz de Fora, Lisszabon, Londrina, Maceió, Manaus, Marília, Maringá, Natal, Navegantes, Orlando, Palmas, Párizs–Orly, Parnaíba, Passo Fundo, Petrolina, Ponta Grossa, Ponta Porã, Porto Alegre, Porto Seguro, Presidente Prudente, Recife, Ribeirão Preto, Rio de Janeiro–Galeão, Rio de Janeiro–Santos Dumont, Rio Verde, Rondonópolis, Salvador da Bahia, São José do Rio Preto, São Luís, Sinop, Teresina, Três Lagoas, Toledo, Uberlândia, Una-Comandatuba, Vitória Szezonális: Campina Grande, Punta del Este |
| Gol Transportes Aéreos  | Brasília, Maceió, Natal, Rio de Janeiro–Galeão, Salvador da Bahia Szezonális: Recife |

### Cargo
| Légitársaság             | Célállomások |
| ------------------------ | --- |
| AeroLogic                | Buenos Aires–Ezeiza, Frankfurt, Montevideo, Natal |
| Atlas Air                | Bogotá, Lima, Miami, Santiago de Chile |
| Avianca Cargo            | Bogotá, Ciudad del Este, Curitiba, Medellín |
| Cargolux                 | Bogotá, Curitiba, Luxembourg, Manaus, Milánó-Malpensa, Quito, Rio de Janeiro–Galeão                                                                                                  |
| DHL Aviation             | Bogotá, Miami |
| Emirates SkyCargo        | Ciudad del Este, Dakar–Diass, Dubai–Al Maktoum, Quito |
| Ethiopian Airlines Cargo | Miami, Santiago de Chile |
| FedEx                    | Memphis |
| Korean Air Cargo         | Anchorage, Lima, Los Angeles, Miami, Santiago de Chile |
| Kalitta Air              | Miami, Santiago de Chile |
| LATAM Cargo Brasil       | Belo Horizonte–Confins, Cabo Frio, Koppenhága, Huntsville, Lima, Manaus, Medellín, Miami, Porto Alegre, Quito, Rio de Janeiro–Galeão, Salvador da Bahia, Vitória Szezonális: Tucumán |
| LATAM Cargo Chile        | Amszterdam, Buenos Aires-Ezeiza, Frankfurt, Iquique, Miami, Salvador da Bahia, Santiago de Chile, Vitória Szezonális: Tucumán                                                        |
| LATAM Cargo Colombia     | Bogotá, Manaus, Miami |
| Lufthansa Cargo          | Buenos Aires–Ezeiza, Curitiba, Frankfurt, Montevideo, Recife |
| Martinair                | Amszterdam, Buenos Aires-Ezeiza, Lima, Miami, Quito, Santiago de Chile |
| Mas Air                  | Guayaquil, Mexico City, Quito |
| Modern Logistics         | Brasília, Manaus, Recife, Rio de Janeiro–Galeão |
| Qatar Airways Cargo      | Buenos Aires-Ezeiza, Dallas/Fort Worth, Doha, Lima, Luxembourg |
| United Parcel Service    | Buenos Aires–Ezeiza, Louisville, Miami |
| Turkish Airlines Cargo   | Dakar–Diass |